# Тарзи, Сорайя
Сорайя́ Тарзи́ (пушту ملکه ثريا‎), Королева Сорайя, 1899—1968) — королева-консорт Афганистана в 1919−1929 годах, жена короля Амануллы-хана.

## Биография

### Ранние годы
Родилась в Дамаске в 1899 году, дочь известного афганского писателя и общественного деятеля Махмуд-бека Тарзи, жившего с семьей в изгнании, внучка пуштунского сердара и поэта Гуляма Мухаммада Тарзи. Получила домашнее образование. Махмуд Тарзи и его жена Асма Расмия были высокообразованными людьми, которые привили своей дочери прогрессивные взгляды, что впоследствии сказалось на её собственных политических взглядах и деятельности.
В 1902 эмир Афганистана Хабибулла-хан разрешил семье Тарзи вернуться в страну. Семья Тарзи была близка ко двору эмира, и Махмуд Тарзи породнился с ней: Сорайя в 1913 в возрасте 14 лет вышла замуж за принца Амануллу, будущего короля (с 1926 — падишаха) Афганистана, а другую дочь Махмуд-бека взял в жёны брат Амануллы. Сорайя была единственной женой Амануллы-хана, что было нарушением тысячелетних традиций, бытовавших у правителей Афганистана.
В браке у Сорайи и Амануллы было 10 детей, двое из которых умерли малолетними.
После того как в 1919 Аманулла-хан взошёл на престол, Сорайя стала играть важную роль в политике и общественной жизни страны. Во время войны за независимость Афганистана Сорайя посещала раненых в госпиталях, дарила им подарки, а также с риском для жизни сопровождала мужа в мятежных провинциях страны. Королева Сорайя была первой супругой монарха мусульманской страны, которую муж брал с собой на официальные приёмы, она участвовала с ним в охотах под Кандагаром, Джелалабадом и Газни, сопровождала его в поездках по стране и за границей, присутствовала на военных парадах и заседаниях кабинета министров. Король Аманулла даже сказал как-то: «Я ваш король, но я лишь министр [вашего] просвещения, тогда как королевой является моя жена».

### Семья
Была дочерью афганского политического деятеля сердара Махмуда-бека Тарзи и внучкой сердара Гулама Мухаммеда Тарзи. Её матерью была Асма Расмия, вторая жена её отца, дочь шейха Мухаммеда Салеха аль-Фатталя из Алеппо, муэдзина мечети Омейядов в Дамаске.
Дети:
- принцесса Аменах Ша Бегум
- принцесса Абедах Биби Ширинджан
- принцесса Мелиха Сёкер
- принц Рахматулла (кронпринц)
- принц Сейфулла (умер в детстве от холеры)
- принц Химаятулла (умер в детстве от пневмонии)
- принцесса Аделах (Ангелина)
- принц Эхсанулла
- принцесса Индия
- принцесса Нагия (Дуген)

### Борьба за права женщин
Будучи, как и её мать, убеждённой феминисткой, Сорайя за время своего царствования внесла большой вклад в улучшение положения афганских женщин. На встрече с женщинами в 1920 году, она отметила большой прогресс с правами женщин в мире, сравнивая это с ситуацией в Афганистане: «Вы, афганские женщины, представляете больше пятидесяти процентов населения страны, но вы получаете очень мало внимания в Вашей стране. Вы должны освободить себя, научиться писать и читать, принимать участие в общественной жизни нашей любимой страны под руководством вашего короля».
В 1921 году с помощью своей матери и сестры короля, принцессы Кубры, королева Сорайя создала ассоциацию для защиты женщин «Анджуман-и-Химайя-и-Нисван». Одновременно с этим её мать, Расмия Тарзи организовала издание еженедельника «Эршад-ун-Нисван» — первого журнала для женщин в Афганистане, где публиковались материалы по широкому кругу вопросов — от прав женщин до детского питания.
В 1921 году в Кабуле была открыта школа для девочек «Мастурат», располагавшаяся в красивом павильоне рядом с королевским дворцом. Королева Сорайя была президентом и инспектором («Муфаттиса») школы, её мать была директором школы («Мудира»), а старшая сестра королевы, принцесса Хайрия, заместителем директора. Число учащихся росло очень быстро, и была открыта вторая школа для девочек — «Рушдия». В 1926 году в них насчитывалось 300 учащихся, а в 1928 году почти 800. В 1923 были открыты женская и детская больницы в Кабуле, также называемые «Мастурат». А в 1927 году падишах Аманулла издал указ, который обязывал государственных чиновников посылать своих дочерей в школу.

### Визит в Европу и СССР
В декабре 1927 года падишах Аманулла с супругой отправился в поездку по странам Азии и Европы, включая СССР. Поездка продлилась 6 месяцев (до июня 1928), Сорайя была во время поездки без чадры и в европейском платье. Во время этой поездки Сорайя с большим интересом посещала женские учреждения, школы, больницы с целью усвоения европейского опыта эмансипации женщин для последующего внедрения его в Афганистане. Она принимала участие в большом количестве мероприятий, которые привлекали внимание европейской молодёжи (особенно в Великобритании и Германии) к Афганистану, его жизни и проблемам, и способствовала росту авторитета своей страны в мировом общественном мнении. Впоследствии королева Сорайя была удостоена звания почётного доктора Оксфордского университета, что, помимо элемента дипломатического протокола, было также знаком признания её исключительной роли в жизни её страны.

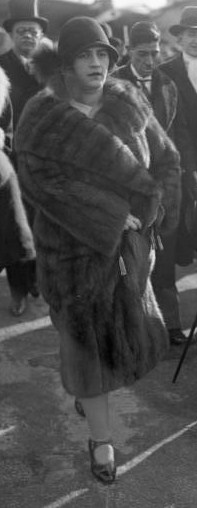
Королева Сорайя Тарзи в Берлине в 1928

2 мая 1928 года Аманулла с Сорайей прибыли в СССР, это был первый визит главы иностранного государства в Советский Союз, и первый визит главы Афганистана в Россию. Супруги побывали в Москве и Севастополе, где наблюдали за манёврами Черноморского флота, в Ленинграде проживали в Зимнем дворце.
2 октября 1928 года на заседании Государственного совета Аманулла публично снял чадру с королевы Сорайи и предложил всем женщинам последовать её примеру. Присутствовавшие при этом либералы бурно аплодировали, но консервативно настроенные члены Государственного совета, которых было большинство, устроили обструкцию. Этот поступок использовали в агитации против падишаха клерикальные круги, подбившие афганские племена на восстание против Амануллы.

### Жизнь в изгнании
В 1929 году, после отречения от власти Амануллы-хана, Сорайя уехала вместе с мужем в изгнание. Путь их пролегал через Индию (входившую тогда в Британскую империю), по пути следования их встречали овациями тысячи индийцев, которые скандировали «Сорайя!». В Бомбее Сорайя родила дочь, которой, по желанию индийских врачей и медсестер из больницы, дала имя «Индия» в честь будущей независимости страны. Затем Сорайя с семьёй переехала в Европу, где они жили преимущественно в Италии (по приглашению правившей тогда в Италии Савойской династии). Время от времени Сорайя ездила в гости к братьям и сестрам в Стамбул.
Сорайя Тарзи умерла в 1968 году в Риме. Её останки были перевезены в Афганистан и захоронены в фамильном мавзолее в Джелалабаде рядом с мужем, умершим в 1960 году.